# القول الوجيز في أحكام الكتاب العزيز (كتاب)
القول الوجيز في أحكام الكتاب العزيز: لأحمد بن يوسف المشهور بالسمين الحلبي، الذي أخذ النحو عن أبي حيان، والقراءات عن الصايغ.
وقد جمع المؤلف في هذا الكتاب ما تفرق في كتب أحكام القرآن الأخرى جمعا يجعله ملما بما فيها، ليكون للناظر المقبل عليه غنية فيه عن باقي هذه الكتب.
كما أتى بزيادات أغفل عنها كثير من أصحاب كتب القرآن.
واعتمد عند سوق المسائل الخلافية فيه على مذاهب السلف الصالح من الصحابة والتابعين وتابعيهم، وأحسن في عرض المادة العلمية وأكثر من المصادر التي اعتمد عليها.
وما يميز هذا الكتاب أيضا عظم حجمه حيث يبلغ مخطوطا عشر مجلدات بخط المؤلف، وكبر حجم الكتاب وإن لم يكن سمة على أهميته ابتداء؛ إلا أننا متى عرفنا المؤلف واطلعنا على كتابه تبين لنا حينئذ أنه مرجع واسع في بابه.

## ترجمة المؤلف
اسمه ونسبه وكنيته: هو شهاب الدين أبو العباس أحمد بن يوسف بن محمد وقيل عبد الدائم. المشهور بالسمين الحلبي.
طلبه للعلم ومشايخه: قرأ النحو على أبي حيان، والقراءات على ابن الصايغ. ولازم أبا حيان إلى أن فاق أقرانه، وسمع الحديث من يونس الدبوسي.
مكانته: كان مقرئا وإماما في النحو والفقه قد فاق أقرانه في ذلك.
وفاته: توفي سنة 756هـ.

## أهمية الكتاب
مكانة المؤلف العلمية وسعة اطلاعه وحسن تأليفه لهذا الكتاب جعله ذا أهمية عالية وقيمة علمية كبيرة وإضافة لا يمكن الاستغناء عنها في علم التفسير وأحكام القرآن.

## منهج المؤلف
سار المؤلف في هذا الكتاب على طريقة منظمة جدا، وفيما يلي ذكر ملامح تلك الطريقة:
1. افتتح المؤلف كتابه بحديث عن كتابه، على شكل تمهيد ذكر فيه أبرز من تقدمه بالتصنيف في علم أحكام القرآن، وسبب تأليفه لمصنفه، وما يعتزم ذكره في كتابه، وسبب عدم تعرضه لبعض علوم القرآن مما يتعلق بنظمه كلغاته واشتقاقه وغير ذلك.
2. وضع مقدمة لكتابه تحدث من خلالها عن بعض علوم القرآن التي لها تعلق بمعرفة الأحكام.
3. شرع في تفصيل الأحكام في سور القرآن بدءا بالفاتحة فالبقرة فآل عمران، وهكذا إلى آخر القرآن.
4. في كل سورة يفتتح دراسته لها بذكر أشهر أسمائها، وكونها مكي أو مدنية، وما ورد في فضلها من الأحاديث، وما فيها من نسخ، وربما أشار إلى وجه مناسبتها لما قبلها، وعدد آياتها، ثم يشرع في بيان الأحكام المستنبطة من الآيات مقتصرا على آيات الأحكام، فيذكر الآية المعنية بالدراسة، فإن كان فيها حكم واحد قال: "فيه دليل على كذا أو استدل بها على كذا"، وإن كانت متعددة الأحكام فإنه يقسم الأحكام المندرجة تحتها إلى مسائل مرتبة، ثم يتناول كل مسألة بالدراسة على حدة، وفيها يستعرض أقوال من سبقه من السلف وأهل التفسير والفقه وكتب الأحكام معرجا على أدلة كل قول منها، ثم عقب ذلك إلى بيان ما صح من هذه الأقوال، وما كان عنده مرجوحا فإنه يناقشه، ويرجح ما يراه راجحا.[5]

## مزايا الكتاب
1. جمع المؤلف في هذا الكتاب ما تفرق في كتب أحكام القرآن الأخرى جمعا يجعله ملما بما فيها، ليكون للناظر المقبل عليه غنية فيه عن باقي هذه الكتب.
2. تميز الكتاب بزيادات أغفل عنها كثير من أصحاب كتب القرآن.
3. جرد المؤلف هذا الكتاب مما حشيت به بعض الكتب من سائر العلوم الأخرى مما لا صلة له بالأحكام.
4. تجرد المؤلف في مواطن الخلاف لما يراه راجحا من غير تعصب لمذهبه الشافعي.
5. اعتمد المؤلف عند سوق المسائل الخلافية اعتمادا كبيرا على مذاهب السلف الصالح من الصحابة والتابعين وتابعيهم.
6. جودة عرض المادة العلمية وحسن ترتيبه.
7. كثرة المصادر التي اعتمد عليها المؤلف.
8. ومن مميزات الكتاب أيضا عظم حجمه حيث يبلغ مخطوطا عشر مجلدات بخط المؤلف. وكبر حجم الكتاب وإن لم يكن سمة على أهميته ابتداء؛ إلا أننا متى عرفنا المؤلف واطلعنا على كتابه تبين لنا حينئذ أنه مرجع واسع في بابه.[2]

## بعض المآخذ على المؤلف في كتابه
1. ينتصر المؤلف لمذهب الأشاعرة كلما سنحت له الفرصة من خلال تفسيره للآيات، ويرد على كل من يتعرض لهم بشيء.
2. يطيل في بعض المسائل إطالة مملة، فلا يكاد يصل القارئ إلى آخر صفحة حتى يكون قد نسي الأولى، وقد كان بوسعه اختصارها.
3. يورد بعض الأحاديث الضعيفة.[6]